# Königsegg (Adelsgeschlecht)

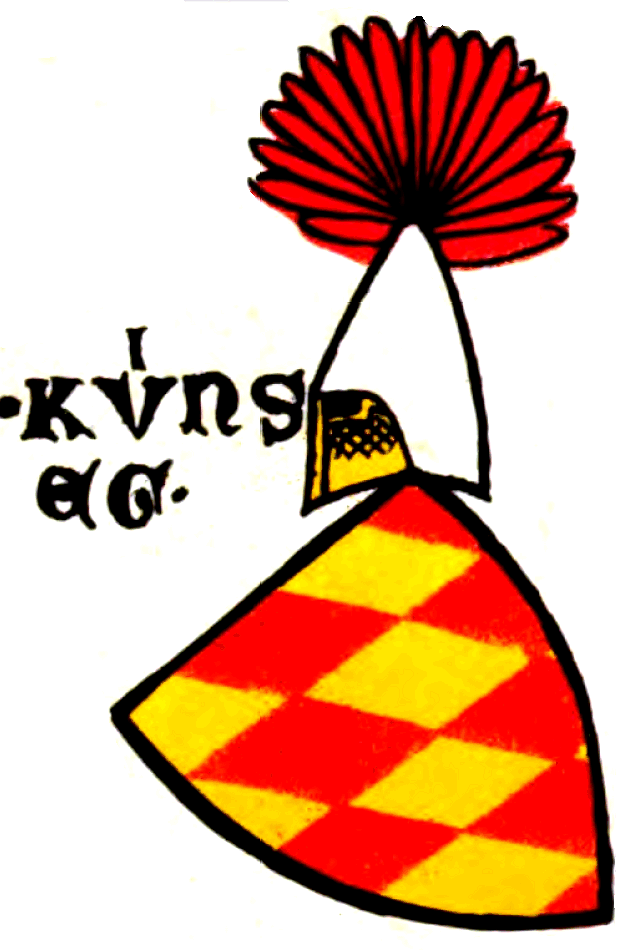
Stammwappen der Grafen zu Koenigsegg (Zürcher Wappenrolle)

Königsegg (auch Königseck) ist der Name eines alten schwäbischen Adelsgeschlechts, das in seinen reichsunmittelbaren Linien Rothenfels und Aulendorf zum Hohen Adel zählt und mit dem Deutschen Orden auch eine ostpreußische Linie bildete. Zweige der Familie bestehen bis heute in Deutschland, Österreich, Kroatien, Ungarn, Schweden und Kanada.

## Geschichte

### Ursprung
Ursprünglich hieß das Geschlecht Fronhofen nach der Burg Fronhofen (heute ein Ortsteil der Gemeinde Fronreute im Landkreis Ravensburg) und erscheint erstmals urkundlich 1171 mit dem welfischen Ministerialen Mengoz de Fronhove. Mitglieder des Geschlechts waren Ministeriale der Hohenstaufen und später des Heiligen Römischen Reiches. Die Brüder Eberhard und Berthold von Fronhofen nannten sich schon im Jahre 1209 ministerialis regis. Ein jüngerer Eberhard („frater domini Bertholdi de Fronhoven“) hieß dann ab 1251 Eberhardus de Kunigsegge (nach der Burg Königsegg, heute ein Ortsteil der Gemeinde Guggenhausen im Landkreis Ravensburg).
Die Reichsministerialen und Ritter von Fronhofen/Königsegg waren in besonderer Weise dem Kloster Weingarten verbunden. In der 2. Hälfte des 13. Jh. hatten sie Vogteirechte (Schutz und Schirm) über das Kloster Weingarten, und von 1246 an (bis 1545!) wurden sie in der so genannten  Königsegger Kapelle des dortigen romanischen Münsters beigesetzt. Sie erwarben sich durch ihr Eintreten für das Kloster den Ehrentitel „Auserlesene Beschützer des Allerheiligsten Blutes Christi“. In der Basilika St. Martin in Weingarten befindet sich die Königsegg-Gruft unterhalb des Altars im südlichen Querschiff. 

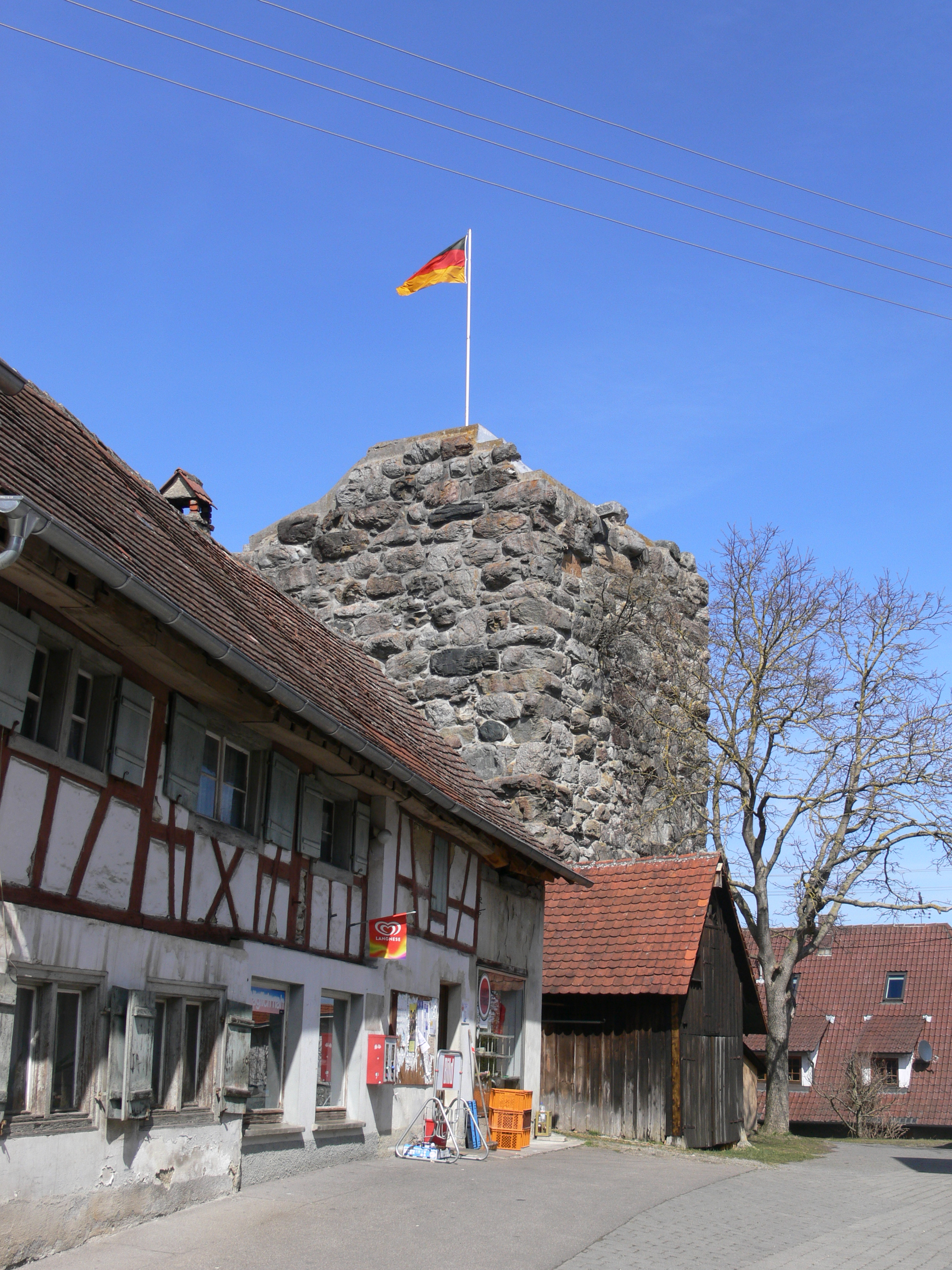
Burg Fronhofen
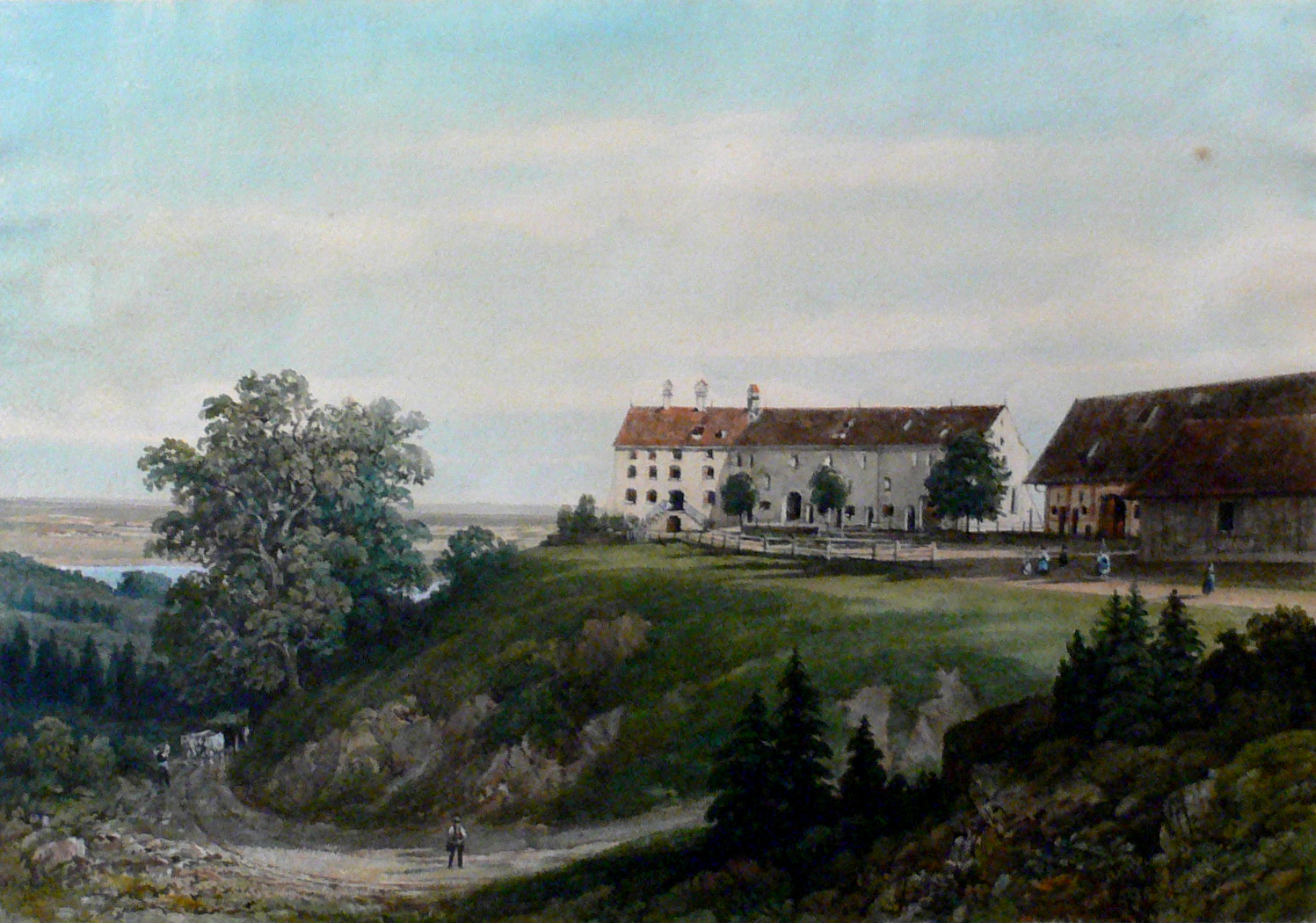
Burg Königsegg

### Standeserhebungen und Verbreitung
1347 wurde Ulrich I. von den Habsburgern zum ersten Landvogt in Oberschwaben aus dem Hause Königsegg erwählt. Mit wenigen Unterbrechungen hatte die Familie dieses Amt bis zum Ende des Alten Reiches inne.
Johann Jacob von Königsegg kaufte 1565 von seinem Schwager, dem Grafen Ulrich von Montfort, die reichsunmittelbare Grafschaft Rothenfels im Allgäu mit dem Hauptort Immenstadt. Seine Söhne Marquard und Georg erhielten am 6. März 1621 eine Bestätigung des Reichsfreiherrenstandes, nachdem sie schon 1613 das Prädikat Wohlgeboren erhalten hatten. Georg ist der Stammvater der Linien Rothenfels und Aulendorf. Seine Söhne Hugo, Rothenfelser Linie, und Johann Georg, Aulendorfer Linie, wurden von Kaiser Ferdinand II. am 29. Juli 1629 in den Reichsgrafenstand erhoben.

## Linie Aulendorf
Den ehemals welfischen, dann staufischen Besitz Schloss Aulendorf erwarb die Familie 1381. Ein Ulrich nannte sich 1386 erstmals von Königsegg zu Aulendorf. Hans von Königsegg (1440–1484) verlegte die Familiengruft in die Schlosskirche St. Martin zu Aulendorf. Johann Georg baute um 1620 Aulendorf zu seiner Residenz aus. Die reichsunmittelbare, dem Schwäbischen Reichskreis zugehörige Grafschaft bestand bis zu ihrem Ende durch die Rheinbundakte 1806, als sie dem neuen Königreich Württemberg zugeschlagen wurde und die vormals regierenden Grafen zu württembergischen Standesherren wurden. 1829 erhielten sie das Prädikat Erlaucht. Nach der Mediatisierung wurde Aulendorf nur noch vorübergehend bewohnt, aber zu Beginn des 20. Jahrhunderts aufwendig modernisiert. Die Nachkommen verkauften 1941 das Schloss, das 1987 an das Land Baden-Württemberg überging.
Bereits seit 1174 war der Ort Königseggwald unter der Verfügungsgewalt der Herren von Fronhofen gewesen; die Herren von Königsegg erwarben ihn 1311 als Eigentum und verlegten 1681 ihren Sitz von der Burg Königsegg nach Königseggwald, wo an der Stelle eines mittelalterlichen Vorgängerbaus ab 1765–1770 unter Beratung des französischen Architekten Pierre Michel d’Ixnard ein neues Schloss erbaut wurde. Die Nachkommen der Grafen zu Königsegg-Aulendorf bewohnen bis heute das Schloss in Königseggwald und besitzen neuerdings, infolge Erbschaft, auch das Schloss Halbturn im Burgenland. Dort betreiben sie das renommierte Weingut Schloss Halbturn.
Die Aulendorfer Linie hat ihren Stand und verbliebenen Besitz bis heute bewahrt.

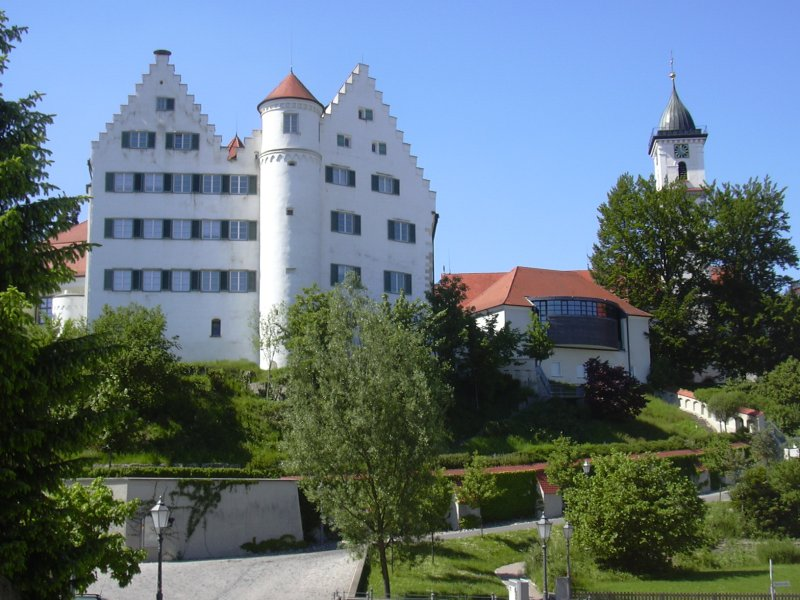
Schloss Aulendorf
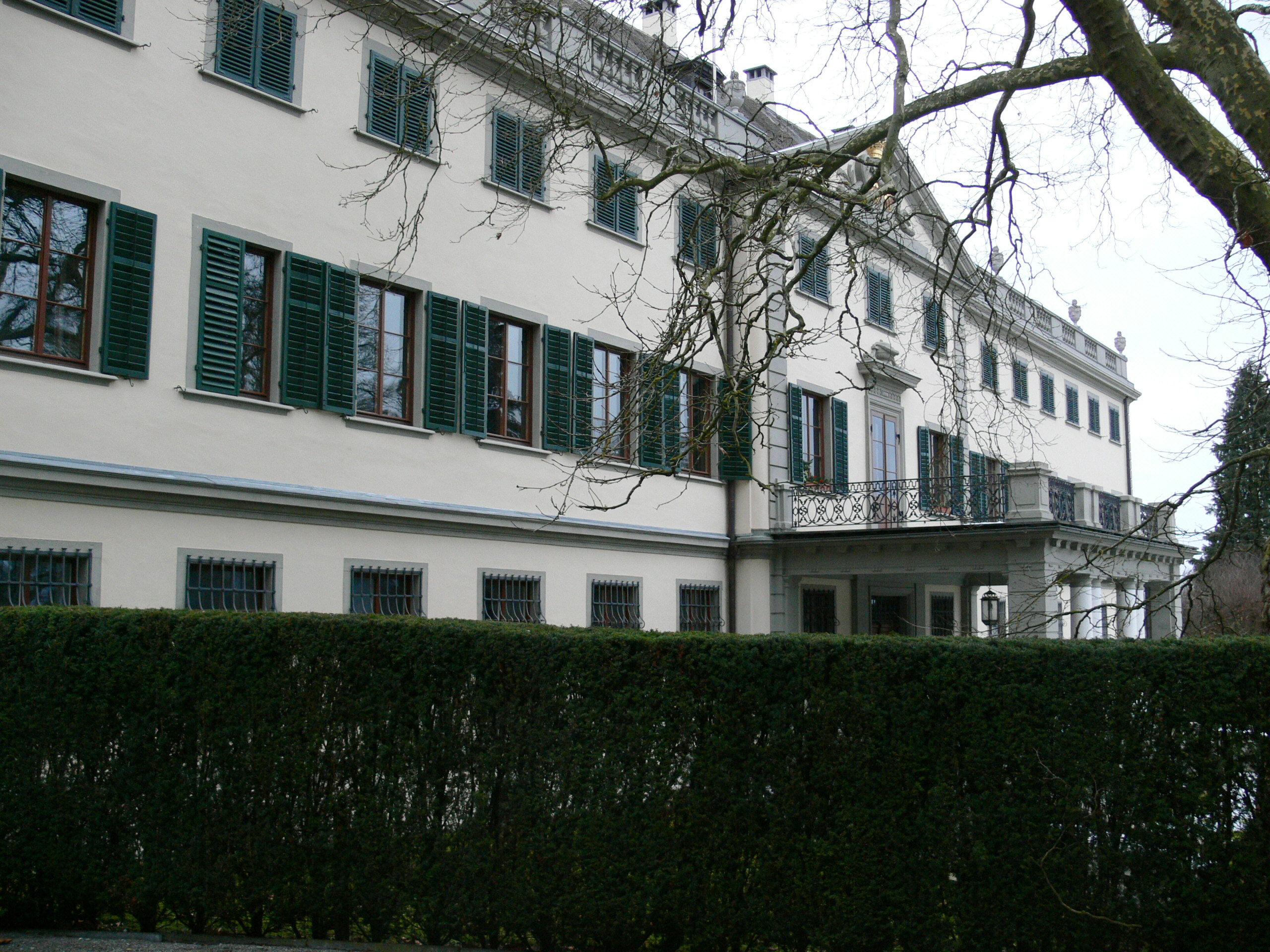
Schloss Königseggwald
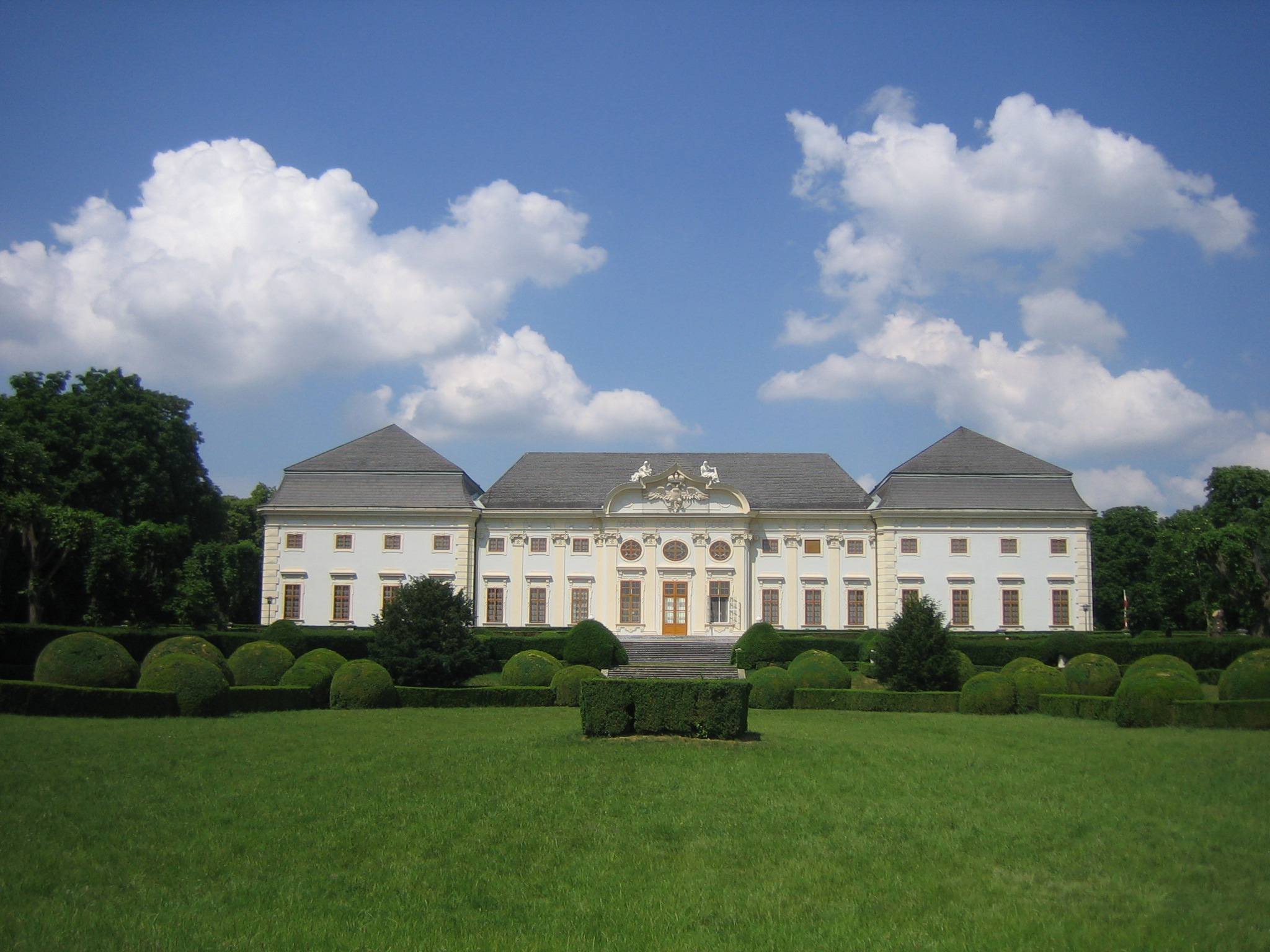
Schloss Halbturn

## Linie Rothenfels

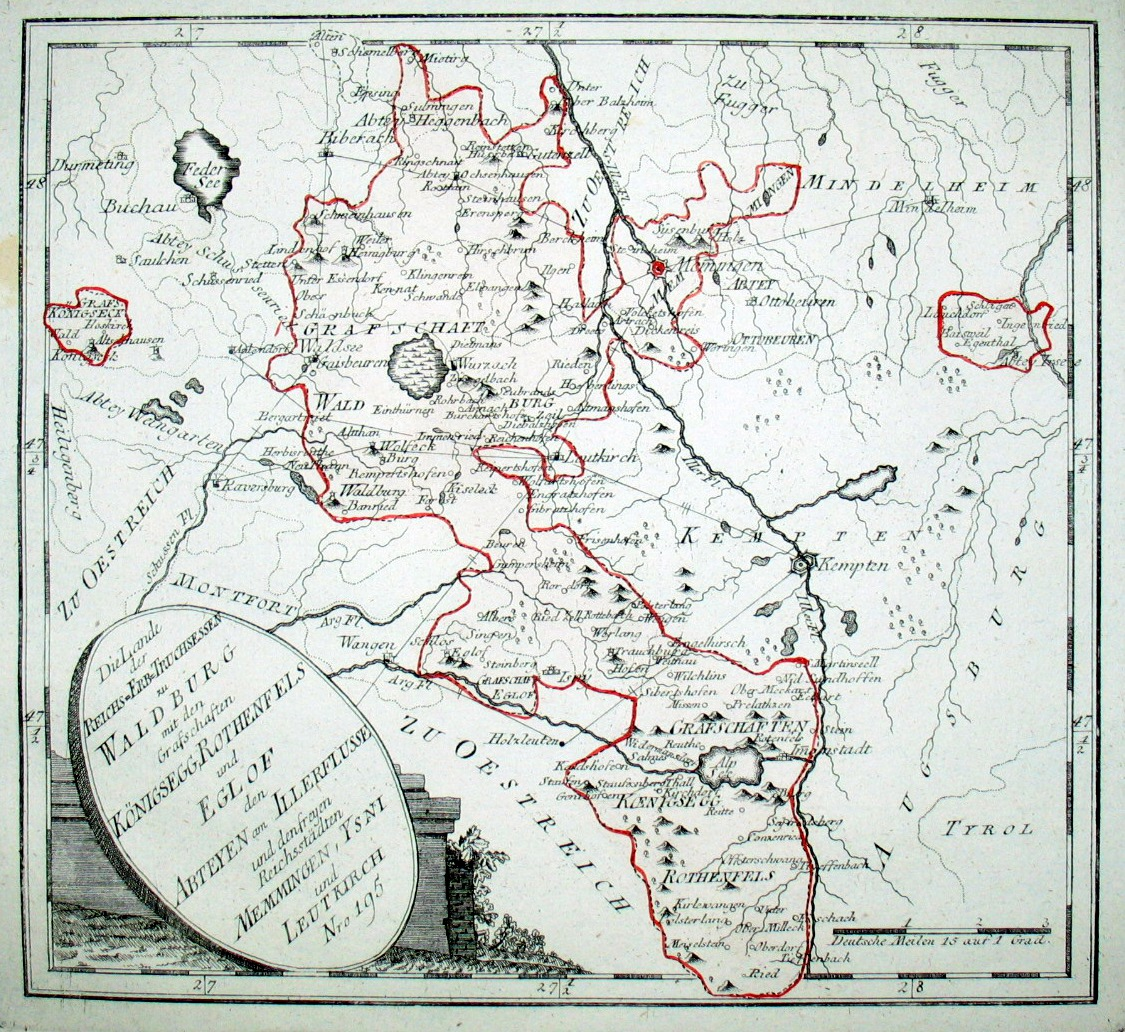
Karte mit der Grafschaft Königsegg-Rothenfels

Die Residenz der Herrschaft Rothenfels wurde um 1600 von der Burg Rothenfels in das Stadtschloss zu Immenstadt verlegt, das um 1550 als Amtshaus erbaut worden war und zwischen 1595 und 1620 durch Georg Freiherr zu Königsegg zum Schloss erweitert wurde. Die Grafen von Königsegg-Rothenfels lebten dann über Generationen überwiegend in Wien, wo sie bedeutende Positionen am kaiserlichen Hof einnahmen. Graf Leopold Wilhelm von Königsegg-Rothenfels (1630–1694) spielte 1683 eine maßgebliche Rolle bei der Verteidigung Wiens während der türkischen Belagerung. Sein Sohn Joseph Lothar von Königsegg-Rothenfels (1673–1751) kommandierte als kaiserlicher Feldmarschall und Präsident des österreichischen Hofkriegsrates das kaiserliche Heer in vielen Feldzügen. Dessen Neffe Christian Moritz von Königsegg-Rothenfels unterlag im Siebenjährigen Krieg 1757 im Gefecht bei Reichenberg den Preußen. Christian Moritz’ Bruder Maximilian Friedrich von Königsegg-Rothenfels war ab 1761 Erzbischof und Kurfürst von Köln und ab 1762 bis zu seinem Tod 1784 zugleich auch Fürstbischof von Münster.
Graf Fidel Franz tauschte, nach dem Reichsdeputationshauptschluss, die Grafschaft Rothenfels und seinen übrigen Besitz im Allgäu mit Österreich und erhielt dafür 1804 die Herrschaft Borossebes im Königreich Ungarn; die Linie Rothenfels ist nicht erloschen, bis heute leben Nachkommen der Familie in Ungarn.

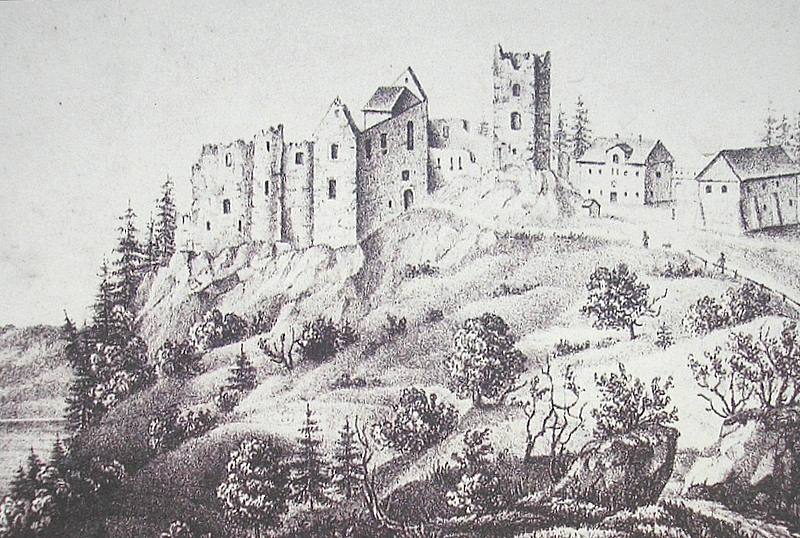
Burg Rothenfels
Schloss Immenstadt
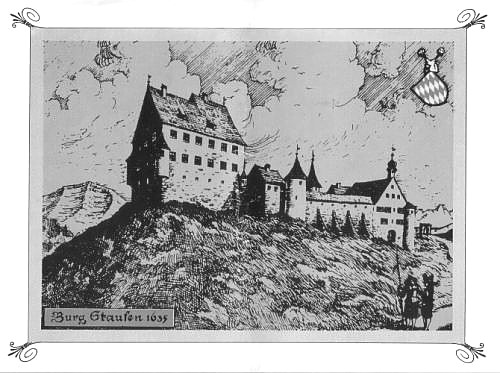
Schloss Staufen

## Ostpreußische Linie
Zum Deutschen Orden bestanden seit 1268 enge Verbindungen, so sind ab 1351 verschiedene Familienmitglieder als Deutschordensritter und Komture nachgewiesen, so Eberhard von Königsegg 1378–1384 als Komtur auf der Mainau. Die Existenz einer preußischen Linie begann urkundlich 1405, als Eberhard VI. von Königsegg zum Hatzenturm sich bereits im Ordensland Ostpreußen befand. Der aus dieser Linie stammende Wilhelm Fabian von Königsegg wurde 1694 in den preußischen Freiherrenstand erhoben. Nachfahren der freiherrlichen Linie leben auch heute noch.

## Namensträger
- Bernhard von Königseck (1587–1653), brandenburgischer Hofrat
- Berthold von Königsegg-Rothenfels (1593–1663), deutscher römisch-katholischer Geistlicher, Domherr in Köln
- Johann Jacob von Königsegg-Rothenfels (1590–1664), Domherr in Köln
- Leopold Wilhelm von Königsegg-Rothenfels (1630–1694), Vizepräsident des Reichshofrates und Reichsvizekanzler des Heiligen Römischen Reiches
- Hugo Franz von Königsegg-Rothenfels (1660–1720), Bischof von Leitmeritz
- Joseph Lothar von Königsegg-Rothenfels (1673–1751), kaiserlicher Feldmarschall und Präsident des österreichischen Hofkriegsrates
- Karl Fidelis Desiderius von Königsegg (1675–1751), kaiserlicher Feldmarschall-Lieutenant, Kommandant von Copreiniz
- Karl Ferdinand von Königsegg (1696–1759), Statthalter der Österreichischen Niederlande (1743–1744)
- Christian Moritz von Königsegg-Rothenfels (1705–1778), kaiserlicher Feldmarschall
- Maria Karolina von Königsegg-Rothenfels (1707–1774), Äbtissin des Damenstifts Buchau
- Maximilian Friedrich von Königsegg-Rothenfels (1708–1784), Erzbischof in Köln und Bischof von Münster, ließ das Fürstbischöfliche Schloss Münster erbauen
- Karl Aloys von Königsegg-Aulendorf (1726–1796), Weihbischof in Köln
- Fidel Anton von Königsegg-Rothenfels (1750–1804), K.K.Kämmerer, letzter Reichsgraf in Immenstadt im Allgäu
- Maximilian von Königsegg-Rothenfels (1757–1831), Domkapitular zu Köln, Straßburg und Konstanz
- Alfred von Königsegg-Aulendorf (1817–1898), Obersthofmeister von Kaiserin Elisabeth, ⚭ Pauline Gräfin von Bellegarde (1830–1912), Obersthofmeisterin
- Adda von Königsegg (1872–1945), Vorsitzende der Johanniter-Schwesternschaft, Schriftstellerin
- Anna Bertha von Königsegg (1883–1948), Vinzentinerin und Widerstandskämpferin gegen den Nationalsozialismus
- Paula Maria Eusebia Julie von Königsegg-Aulendorf (1926–2019), ⚭ Joachim Egon Fürst zu Fürstenberg
- Christian Erland Harald von Koenigsegg (* 2. Juli 1972), schwedischer Designer und Gründer des Automobilherstellers Koenigsegg

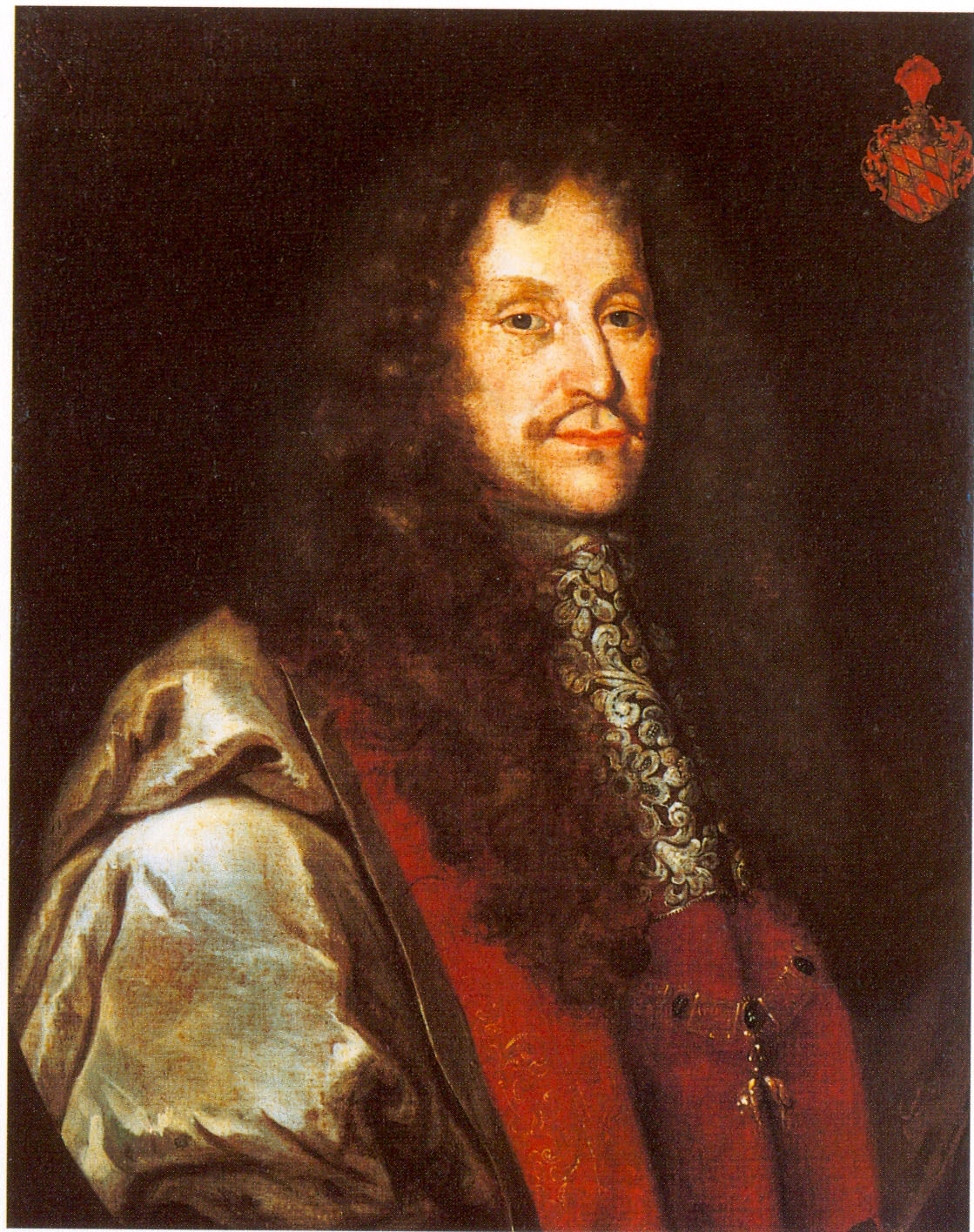
Leopold Wilhelm von Königsegg-Rothenfels (1630–1694), Reichsvizekanzler
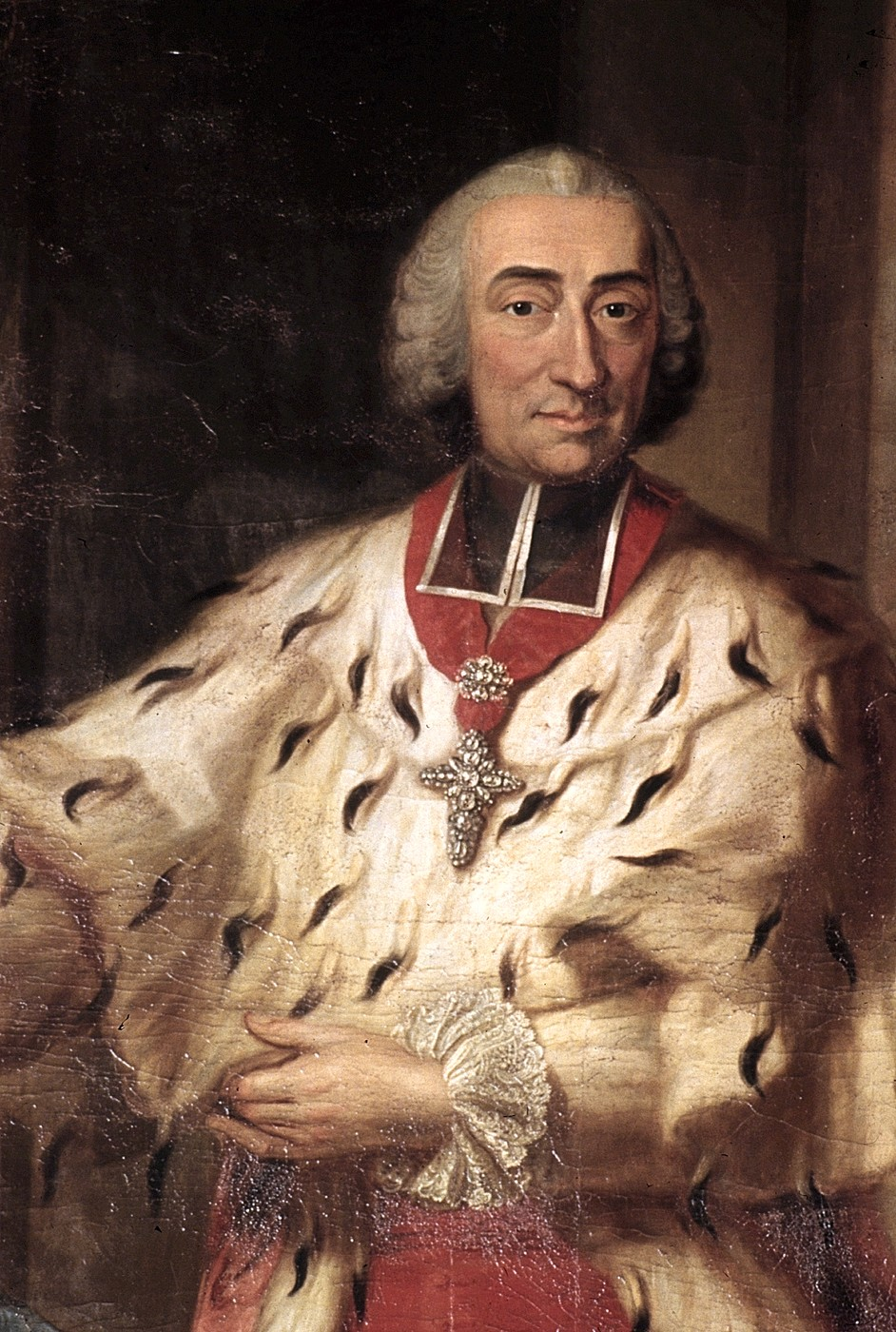
Maximilian Friedrich von Königsegg-Rothenfels (1708–1784), Kurfürst und Erzbischof von Köln, Fürstbischof von Münster

## Der Königsegger Codex
Im Jahre 1455 beauftragte Junker Lutold III. von Königsegg den Fechtmeister Hans Talhoffer damit, ein Fechtbuch für ihn herstellen zu lassen. Dieser Königsegger Kodex (Hs. XIX 17.3) mit über 100 Bildtafeln über verschiedene Kampfweisen befindet sich noch heute in der gräflichen Bibliothek der Königsegg-Aulendorf. 2010 wurde ein Faksimileband und ein Kommentarband veröffentlicht.

## Wappen
Blasonierung: Das Stammwappen ist von Gold und Rot schräglinks geweckt (gerautet); auf dem bekrönten Helm ist ein Busch von sieben roten Straußenfedern; die Helmdecken sind rot-golden.

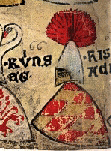
Wappen der Königsegg in der Zürcher Wappenrolle, um 1340
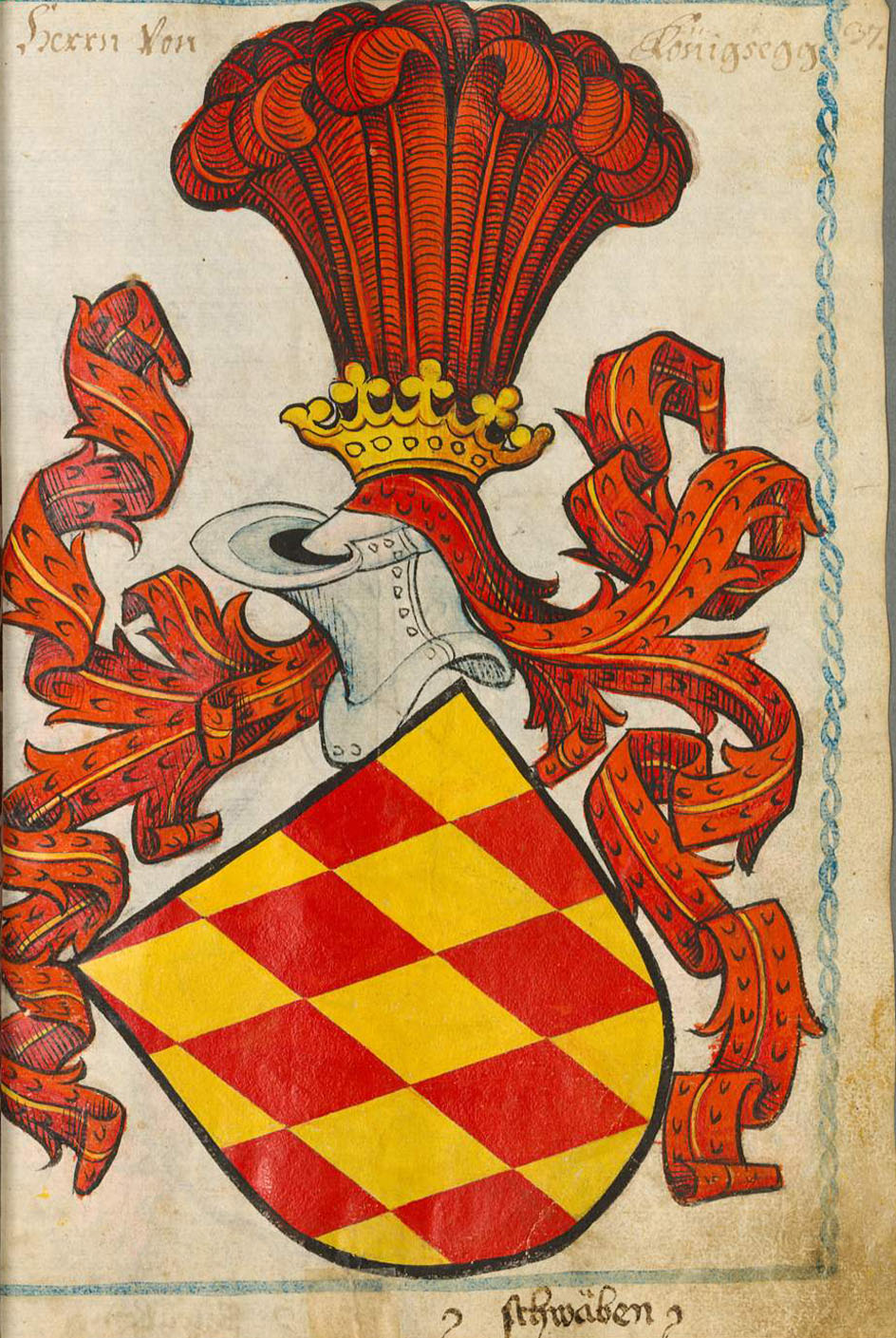
Wappen der Königsegg in Scheiblers Wappenbuch 1450–1480
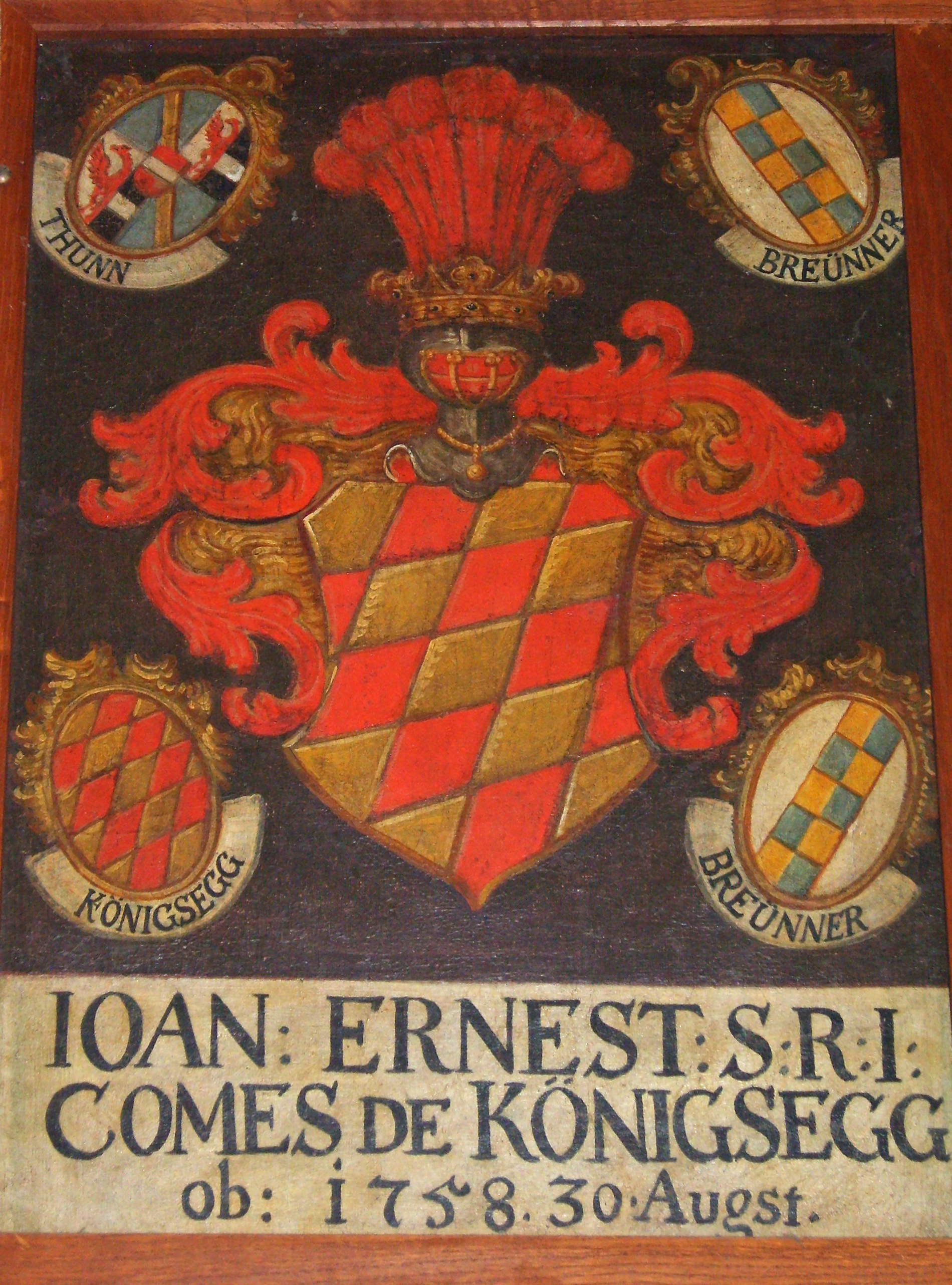
Wappen der Königsegg im Kreuzgang des Konstanzer Münsters
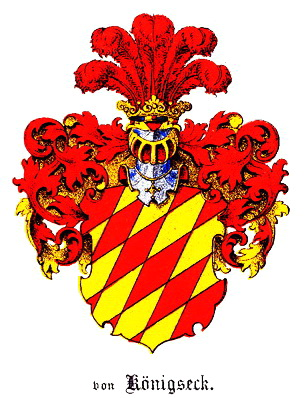
Wappen derer von Königseck im Baltischen Wappenbuch

## Gemeindewappen
Das gold-rot geweckte Wappen findet sich heute auf einigen Gemeindewappen in Baden-Württemberg und durch die Linie Rothenfels auch im bayerischen Regierungsbezirk Schwaben:
- Aulendorf, Landkreis Ravensburg
- Fronreute, Landkreis Ravensburg
- Guggenhausen, Landkreis Ravensburg
- Königseggwald, Landkreis Ravensburg

Aulendorf, Landkreis Ravensburg
Fronreute, Landkreis Ravensburg
Guggenhausen, Landkreis Ravensburg
Königseggwald, Landkreis Ravensburg
Fischen i.Allgäu, Landkreis Oberallgäu
Ofterschwang, Landkreis Oberallgäu
Bolsterlang, Landkreis Oberallgäu
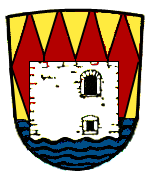
Niedersonthofen, Landkreis Oberallgäu

- Ofterschwang, Landkreis Oberallgäu
- Bolsterlang, Landkreis Oberallgäu
- Niedersonthofen, Landkreis Oberallgäu

## Literatur

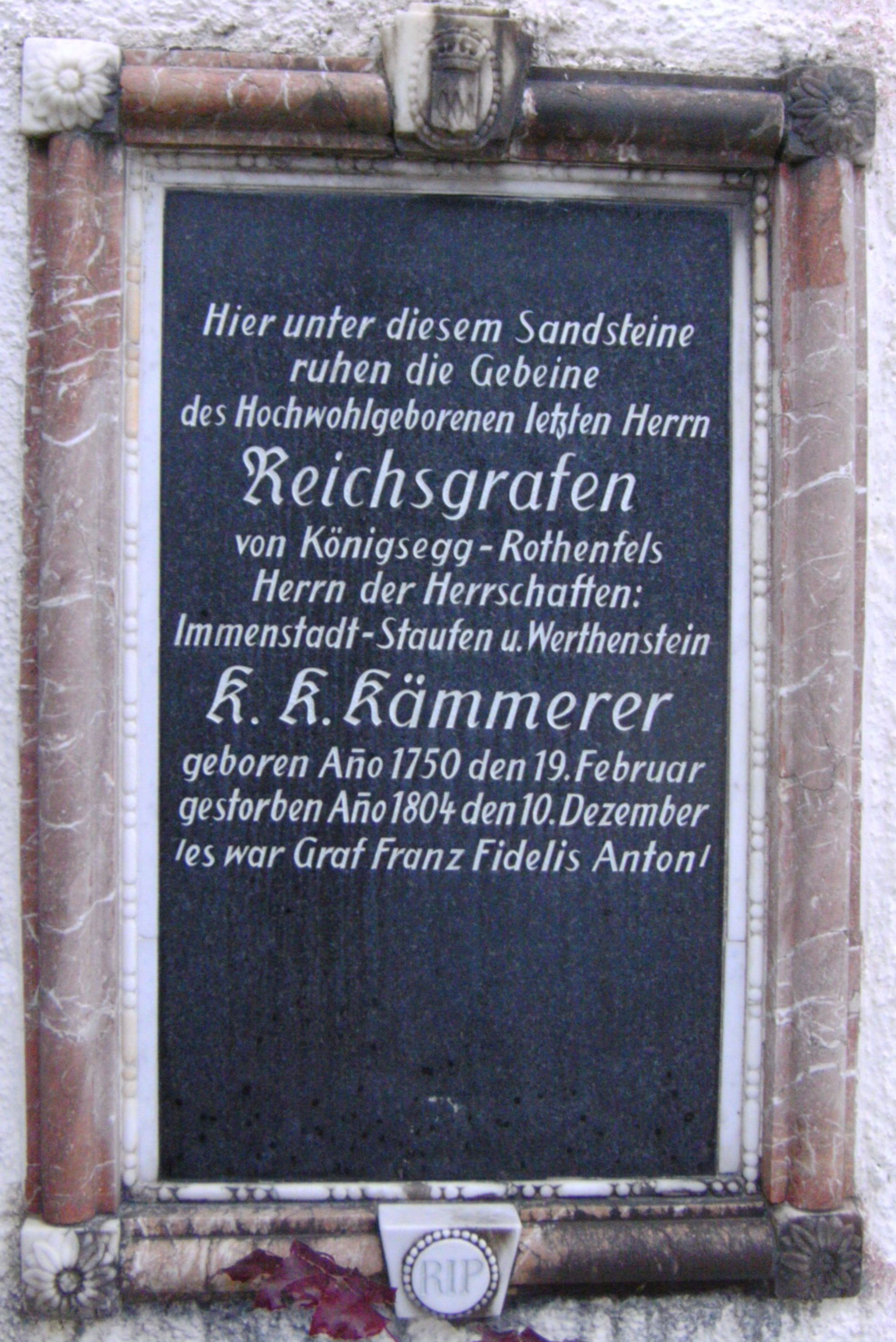
Epitaph Fidel Anton v. Königsegg-Rothenfels (1750–1804)

## Weitere Literatur
- Otto Hupp: Münchener Kalender 1898. Buch- und Kunstdruckerei AG, München und Regensburg 1898.
- Horst Boxler: Graf zu Königsegg-Aulendorf, Johannes, in: Königsegg, Orte und Spuren; Rezension Joachim Brüser, in: Zeitschrift für Württembergische Landesgeschichte (Bd. 77.), Kohlhammer, Stuttgart 2018. ISSN 0044-3786 Digitalisat doi:10.53458/zwlg.v77i.1792.g1866